# Hoogland van Patom
Het Hoogland van Patom (Russisch: Патомское нагорье; Patomskoje nagorje) is een hoogland in het interfluvium tussen de rivieren Vitim en Tsjara in de Russische oblast Irkoetsk in het zuiden van Oost-Siberië (Transbaikal). Het hoogland bestaat uit een door diepe valleien gefragmenteerd systeem van bergmassieven met een hoogte van 1200 tot 1300 meter. In het zuidoosten kunnen de hoogten oplopen tot 1924 meter. Het hoogland maakt deel uit van de Zuid-Siberische gebergtes.
Het gebergte bestaat uit proterozoïsche kristalachtige leisteen, kalkstenen en kwartsieten. In het noorden bevinden zich paleozoïsche gronden.
De hellingen zijn tot een hoogte van 900 tot 1100 meter bedekt met bergtaiga, die op plaatsen is vermengd met ceders. Tussen de 900 en 1200 meter groeien vooral dwergachtige ceders en berkenstruiken en boven de 1200 meter vooral steenachtige toendrasoorten.
In het hoogland worden goud en bouwmaterialen gewonnen.